# 鲁瓦涅山
45°38′35″N 06°41′19″E / 45.64306°N 6.68861°E
魯瓦涅山（法语：Roignais）是法國的山峰，位於該國東部，由奧文尼-隆-阿爾卑斯大區負責管轄，屬於格拉耶山的一部分，海拔高度2,995米，每年平均降雨量1,567毫米。